# Odontostreptus obesus
Odontostreptus obesus är en mångfotingart som först beskrevs av Carl Graf Attems 1952.  Odontostreptus obesus ingår i släktet Odontostreptus och familjen Spirostreptidae. Inga underarter finns listade i Catalogue of Life.